# 五十沢温泉
五十沢温泉（いかざわおんせん）は、新潟県南魚沼市にある温泉。なお、五十沢温泉は六日町温泉、上の原高原温泉、畔地温泉とともに「六日町温泉郷」を構成する4温泉の一つで国民保養温泉地に指定されている。

## 泉質
- アルカリ性単純温泉

ほのかに硫黄の香りがする透明な湯である。

## 温泉街
越後山脈の麓に、「ゆもとかん」と「萌気園さくり温泉健康館」の2軒の宿泊施設が佇む。
1978年（昭和53年）開業の「ゆもとかん」は露天風呂・内湯ともに一部が混浴になっており、露天風呂は岩風呂である。2024年4月には食事提供を食堂スタイルに変えるなどサービスが一新された。
「萌気園さくり温泉健康館」は、介護施設が経営している。
かつてはゆもとかん旧館（元湯）が日帰り・素泊まりで営業していたが2023年12月に閉館した。

## アクセス
- 関越自動車道六日町ICから、三国川ダム方面へ車で約10分。
- JR上越線・北越急行ほくほく線 六日町駅から東へ約7 km
- 南越後観光バス MD 六日町=宮村=野中線（六日町駅発着） 「下新田入口」バス停より徒歩数分。
- 南魚沼市民バス 五十沢・大月コース 「下新田入口」バス停より徒歩数分。

## 周辺
- 五十沢キャンプ場
- 裏巻機渓谷
- 三国川ダム・わらびのオートキャンプ場